# 楊集始
楊集始（？－503年），仇池氐人，是武都王楊文弘之子。
武都王楊後起在486年去世後，南齊下詔以楊集始為北秦州刺史、武都王，以楊後起之弟楊後明為白水太守，北魏亦以集始為武都王、南秦州刺史。
492年，楊集始入侵漢中，被齊梁州刺史陰智伯軍擊敗，俘斬數千人，集始退回武興，向北魏請降，魏以集始為南秦州刺史、漢中郡侯、武興王。495年，楊集始聯同北魏軍進攻漢中，不過楊集始軍被支持南齊的沮水氐人楊馥之打敗，馥之進佔武興。魏軍撤退後，楊馥之留弟楊昌之守武興，自引兵據仇池。南齊以楊馥之為北秦州刺史、仇池公。497年，北魏的南梁州刺史楊靈珍舉地降齊，出動步騎萬餘人攻擊魏武興王楊集始，殺其二弟集同、集眾，集始見形勢不妙，向齊請降。後來魏軍攻佔武興，楊靈珍逃到漢中，齊以他為北梁州刺史、仇池公、武都王。499年，齊以楊集始為北秦州刺史。
500年，楊集始率領萬餘人自漢中北出，企圖收復以往失地，卻被魏梁州刺史楊椿遊說，集始遂與其部屬千餘人降魏，魏人恢復他的爵位，使他返回武興駐守。503年，楊集始去世，魏立其世子楊紹先為武興王。
| 前任： 楊後起 | 仇池首領 486年－503年 | 繼任： 楊紹先 |